# George Beardmore
Pour les articles homonymes, voir Beardmore.
 (décembre 2018).
Si vous disposez d'ouvrages ou d'articles de référence ou si vous connaissez des sites web de qualité traitant du thème abordé ici, merci de compléter l'article en donnant les références utiles à sa vérifiabilité et en les liant à la section « Notes et références ».
George Beardmore, né en 1908 et décédé en 1979, est un scénariste britannique de bandes dessinées actif dans les années 1950 et 1960. Il est notamment l'auteur des scénarios de Jack O'Lantern et de Belle du Ballet.

## Biographies
On sait peu de chose sur son parcours avant-guerre, sinon qu’il avait déjà écrit deux livres en 1938. En revanche on sait qu’il n’est pas mobilisé dans l’armée en 1940 pour cause d’asthme. Il est alors muté au service comptabilité de la BBC. À la fin de cette même année il rejoint Droitwich Spa où doit être installée une gigantesque antenne. Retour à Londres en 1942 où il écrit pour Picture Post. Parallèlement à cela il est chargé d’évaluer les dégâts occasionnés à Londres par les V1 et V2. 
À la fin de la guerre, il se consacrera uniquement à l’écriture.
Il est mort en 1979.

### Collaboration à Amalgamated Press/Fleetway
Amalgamated Press est une maison d’édition britannique qui a connu plusieurs noms selon ses changements d’actionnariat (elle a été renommée Fleetway Publications en 1959). Le fleuron du groupe en matière de bande dessinée était incontestablement Eagle, une revue de 20 pages dont 8 en couleurs et dans laquelle officiait George Beardmore.
Sa première collaboration fut d’écrire en 1952 le scénario de la deuxième aventure de Dan Dare, The Red Moon Mystery. Un peu plus tard, il créa avec Robert Ayton au dessin l’une des séries les plus en vogue de la revue : Jack o’Lantern (1954).
En 1960, toujours pour la même revue, il lance avec Frank Bellamy, Frazer of Africa, une série de 3 aventures. Deux d’entre elles seront reprises en France dans les pages du journal Pilote.
En 1952, toujours pour le même groupe, Beardmore avait créé dans la revue Girl la série Belle of the Ballet. Son dessinateur originel était John Worsley, remplacé plus tard par June Mendoza sous son pseudo de Chris Garvey. Vinrent ensuite Stanley Houghton et Harry Lindfield. Il est à noter que certaines de ces aventures parurent en français dans le journal Line sous le titre Belle du Ballet,.
Pour la même revue, avec Bob Bunkin aux dessins, il lança Kay of the Courier. Key est une journaliste qui travaille pour le Shepley Courier et ses reportages l’amènent vers différentes aventures plus ou moins à connotation policière.
Parmi ses autres créations pour la même revue citons en vrac : Robbie of the Red Hall avec Roy Newby (1952-56), Captain Starling avec Paddy Nevin, etc.

### Auteur de romans et livre d’histoire
Beardmore écrivit quelques romans tirés des personnages qu’il avait créés  mais aussi d’autres qui n’avaient rien à voir avec la BD. Correspondant de guerre, il rassembla de multiples anecdotes dans Civilians at War 1938-1946.